# Лиана Уън
Лиана Шерил Уън (на английски: Leana Sheryle Wen) е американска лекарка, общественичка и публицистка.
Родена е на 27 януари 1983 година в Шанхай като Уън Линйен. През 1991 година семейството ѝ емигрира в Съединените щати, където получава политическо убежище, а през 2003 година и американско гражданство. През 2001 година получава бакалавърска степен по биохимия от Калифорнийския щатски университет – Лос Анджелис. Завършва медицина в Университета „Вашингтон“ в Сейнт Луис (2007) и две магистратура – по стопанска и социална история (2008) и по съвременна китаистика (2009) – в Оксфордския университет, след което специализира спешна медицина в Харвардския университет. От 2013 година преподава в Университета „Джордж Вашингтон“. Оглавява отдела по здравеопазване на град Балтимор (2015 – 2018) и Американската федерация за планирано родителство (2018 – 2019).